# Dollon
Dollon – miejscowość i gmina we Francji, w regionie Kraj Loary, w departamencie Sarthe.
Według danych na rok 1990 gminę zamieszkiwało 1200 osób, a gęstość zaludnienia wynosiła 47 osób/km² (wśród 1504 gmin Kraju Loary, Dollon plasuje się na 500. miejscu pod względem liczby ludności, natomiast pod względem powierzchni na miejscu 387.).